# Cryoablation
 (mai 2024).
La mise en forme du texte ne suit pas les recommandations de Wikipédia : il faut le « wikifier ».
Les points d'amélioration suivants sont les cas les plus fréquents. Le détail des points à revoir est peut-être précisé sur la page de discussion.
- Les titres sont pré-formatés par le logiciel. Ils ne sont ni en capitales, ni en gras.
- Le texte ne doit pas être écrit en capitales (les noms de famille non plus), ni en gras, ni en italique, ni en « petit »…
- Le gras n'est utilisé que pour surligner le titre de l'article dans l'introduction, une seule fois.
- L'italique est rarement utilisé : mots en langue étrangère, titres d'œuvres, noms de bateaux, etc.
- Les citations ne sont pas en italique mais en corps de texte normal. Elles sont entourées par des guillemets français : « et ».
- Les listes à puces sont à éviter, des paragraphes rédigés étant largement préférés. Les tableaux sont à réserver à la présentation de données structurées (résultats, etc.).
- Les appels de note de bas de page (petits chiffres en exposant, introduits par l'outil «  Source ») sont à placer entre la fin de phrase et le point final[comme ça].
- Les liens internes (vers d'autres articles de Wikipédia) sont à choisir avec parcimonie. Créez des liens vers des articles approfondissant le sujet. Les termes génériques sans rapport avec le sujet sont à éviter, ainsi que les répétitions de liens vers un même terme.
- Les liens externes sont à placer uniquement dans une section « Liens externes », à la fin de l'article. Ces liens sont à choisir avec parcimonie suivant les règles définies. Si un lien sert de source à l'article, son insertion dans le texte est à faire par les notes de bas de page.
- La présentation des références doit suivre les conventions bibliographiques. Il est recommandé d'utiliser les modèles {{Ouvrage}}, {{Chapitre}}, {{Article}}, {{Lien web}} et/ou {{Bibliographie}}. Le mode d'édition visuel peut mettre en forme automatiquement les références.
- Insérer une infobox (cadre d'informations à droite) n'est pas obligatoire pour parachever la mise en page.

Pour une aide détaillée, merci de consulter Aide:Wikification.
Si vous pensez que ces points ont été résolus, vous pouvez retirer ce bandeau et améliorer la mise en forme d'un autre article.
 (mai 2024).
Le contenu est difficilement compréhensible vu les erreurs de traduction, qui sont peut-être dues à l'utilisation d'un logiciel de traduction automatique.
La cryoablation est la destruction de tissus par l'emploi du froid, le plus souvent à l’aide de cryosondes.

## Histoire
Le Dr Irving S. Cooper, en 1913, a fait progresser le domaine de la cryothérapie en concevant une sonde à azote liquide capable d'atteindre des températures de −196 °C, et son utilisation pour traiter la maladie de Parkinson et un cancer auparavant inopérable. La cryosonde de Cooper a fait progresser la pratique de la cryothérapie, ce qui a conduit à un intérêt et à une pratique croissants de la cryothérapie. En 1964, le Dr Cahan a utilisé avec succès son invention de sonde à azote liquide pour traiter les fibromes utérins et le cancer du col de l'utérus. La cryothérapie a continué à progresser avec le Dr Amoils développant une sonde à azote liquide capable de réaliser une expansion de refroidissement, en 1967,,.
Avec les progrès technologiques des cryosondes dans les années 1960, la cryothérapie a été largement acceptée et pratiquée. Depuis les années 1960, les cancers du foie, de la prostate, du sein, des os et autres ont été traités par cryoablation dans de nombreuses régions du monde. Le médecin japonais, le Dr Tanaka, a commencé à traiter le cancer du sein métastatique par cryoablation en 1968. Au cours des trois décennies suivantes, le Dr Tanaka a traité avec succès des cancers du sein petits et localisés ainsi que avancés et non résécables par cryoablation mini-invasive. Tous les cas de cancer du sein du Dr Tanaka étaient considérés comme incurables : avancés, non résécables et résistants à la radiothérapie, à la chimiothérapie et à l'hormonothérapie. Au même moment, des médecins, dont le Dr Ablin et le Dr Gage, ont commencé à utiliser la cryoablation pour le traitement du cancer de la prostate et des os,. Le Dr Paul J. Wang MD et le Dr Peter L. Friedman MD, PhD ont inventé la cryoablation pour le cœur et l'arythmie cardiaque en 1988. Leurs brevets concernaient le cathéter de cryoablation et la cartographie cryogénique (brevets américains 5147355A et 5423807A).
Les années 1980 et 1990 ont vu des progrès spectaculaires dans les appareils et les techniques d’imagerie, avec l’introduction de CMS Cryoprobe et Accuprobe. Des cryosondes guidées par tomodensitométrie, IRM et échographie sont devenues disponibles et ont amélioré les capacités des cryosondes dans le traitement. Enthousiasmée par les dernières avancées en matière de cryothérapie, la Chine a adopté la cryothérapie dans les années 1990 pour traiter de nombreuses pathologies cancéreuses. Les avantages étant bien établis, la FDA a approuvé le traitement du cancer de la prostate par cryoablation en 1998.

## Mécanismes
La cryoablation des tissus se produit selon trois mécanismes :
1. la formation de cristaux de glace dans les cellules, perturbant ainsi les membranes et interrompant le métabolisme cellulaire, entre autres processus ;
2. la coagulation du sang interrompant ainsi le flux sanguin vers les tissus, provoquant à son tour une ischémie et la mort cellulaire ; et
3. l'induction de l'apoptose, ce qu'on appelle la cascade programmée de la mort cellulaire.

## Étymologie
Le terme vient du préfixe cryo- (froid) et de  ablation.

## Méthodes
Aujourd'hui, la pratique de la cryoablation utilise des aiguilles creuses (cryosondes) à travers lesquelles circulent des fluide caloporteur refroidis. Les cryosondes sont positionnées à côté de la cible de telle manière que le processus de congélation détruira le tissu malade. Une fois les sondes en place, l'unité de congélation cryogénique attachée absorbe la chaleur du tissu (« refroidit ») par la pointe de la sonde et, par extension, des tissus environnants.

## Utilisations
L'application la plus commune de la cryoablation consiste à éliminer les tumeurs solides trouvées dans les poumons, le foie, le sein, et plus couramment dans les reins et la prostate. Bien qu'appliquée par des approches chirurgicales laparoscopiques ou ouvertes notamment en cryochirurgie, la cryoablation est le plus souvent réalisée par voie percutanée (à travers la peau et dans le tissu cible contenant la tumeur) par un médecin spécialiste, tel qu'un radiologue interventionnel.

### Prostate
La cryoablation de la prostate est modérément efficace mais, comme pour tout processus d’ablation de la prostate, elle peut également entraîner une impuissance. La cryoablation de la prostate est utilisée chez trois catégories de patients :
1. comme traitement primaire chez les patients pour lesquels la fonction sexuelle est moins importante ou qui sont de mauvais candidats à la prostatectomie radicale rétropubienne (RRP, ablation chirurgicale de la prostate) ;
2. comme thérapie de sauvetage chez les patients qui ont échoué à la curiethérapie (utilisation de « graines » radioactives implantées placées dans la prostate) ou à la radiothérapie externe (EBRT) ; et
3. comme thérapie focale pour les tumeurs plus petites et discrètes chez les patients plus jeunes.

### Cancer des os
La cryoablation a été explorée comme alternative à l'ablation par radiofréquences dans le traitement de la douleur modérée à sévère chez les personnes atteintes d'une maladie osseuse métastatique. La zone de destruction tissulaire créée par cette technique peut être surveillée plus efficacement par tomodensitométrie que par RFA, un avantage potentiel lors du traitement de tumeurs adjacentes à des structures critiques.

### Reins
La cryoablation a des résultats similaires à l'ablation par radiofréquences dans le traitement du carcinome rénal.

### Maladie du sein
La cryoablation pour le cancer du sein n’est généralement possible que pour les petites tumeurs. La chirurgie est souvent utilisée après la cryoablation. Des recherches supplémentaires sont nécessaires avant de pouvoir remplacer la tumorectomie.
La cryoablation est également actuellement utilisée pour traiter les fibroadénomes du sein. Les fibroadénomes sont des tumeurs bénignes du sein qui touchent environ 10 % des femmes (principalement âgées de 15 à 30 ans). Dans cette procédure approuvée par la Food and Drug Administration (FDA) des États-Unis, une sonde guidée par ultrasons est insérée dans le fibroadénome et des températures extrêmement froides sont ensuite utilisées pour détruire les cellules anormales. Au fil du temps, les cellules sont réabsorbées dans l’organisme. La procédure peut être réalisée dans un cabinet médical sous anesthésie locale et laisse très peu de cicatrices par rapport aux procédures chirurgicales ouvertes.

### En cardiologie
La cryoablation est utilisée pour le traitement des arythmies.
Différentes techniques d'ablation par cathéter peuvent être utilisées et elles se répartissent généralement en deux catégories : les procédures à base de froid où le refroidissement des tissus est utilisé pour traiter l'arythmie, et les procédures à base de chaleur (ablation par radiofréquence) où une température élevée est utilisée pour modifier l'arythmie. 
Dans les deux cas, le but est de restaurer la conduction électrique cardiaque normale en détruisant les tissus ou les voies cardiaques qui interfèrent avec la distribution normale des impulsions électriques du cœur. dans deux types d'interventions : 
- les procédures basées par cathéter : un cathéter, tube très fin, est inséré depuis une veine de la jambe du patient jusqu'au cœur, afin d'y délivrer des décharges électriques en traitement de l'arythmie du patient.
- Par opérations chirurgicales : une sonde flexible est utilisée directement sur un cœur exposé pour appliquer l'énergie qui interrompt l'arythmie. E

Les techniques de cryoablations sont plus récentes que celles utilisant les radiofréquences et comportent des avantages par rapport à celles-ci : Avec la cryoablation, des zones de tissus peuvent être cartographiées par congélation limitée et réversible (par exemple jusqu'à -10 °C). Si le résultat n’est pas souhaité, le tissu peut être réchauffé sans dommage permanent. Sinon, le tissu peut être définitivement éliminé en le congelant à une température plus basse (par exemple, -73 °C).
La thérapie a été adoptée avec succès en Europe en 2001 et aux États-Unis en 2004 à la suite du « Frosty Trial ».
La cryoablation présente cependant certains inconvénients. Une étude  a conclu que les durées de procédure sont en moyenne légèrement plus longues pour la cryoablation que pour les ablations traditionnelles par radiofréquence. Enfin, même si le taux de réussite à court terme est équivalent aux traitements RF, la cryoablation semble avoir un taux de récidive à long terme significativement plus élevé.

### Malformations vasculaires
La cryoablation a été utilisée pour traiter les malformations vasculaires à faible débit telles que les malformations veineuses (VM) et les anomalies vasculaires fibro-adipeuses (FAVA). La cryoablation s'est avérée efficace pour traiter ces troubles, à la fois en traitement primaire et après la sclérothérapie.

## Cryoimmunothérapie
La cryoimmunothérapie est un traitement oncologique pour divers cancers qui associe la cryoablation de la tumeur à un traitement d'immunothérapie. La cryoablation in vivo d'une tumeur seule peut induire une réponse antitumorale systémique immunostimulante, aboutissant à un vaccin contre le cancer. – l'effet abscopal. Cependant, la cryoablation seule peut produire une réponse immunitaire insuffisante, en fonction de divers facteurs, tels qu'un taux de congélation élevé. La combinaison de la cryothérapie et de l’immunothérapie améliore la réponse immunostimulante et a des effets synergiques pour le traitement du cancer.